# 兴国平川中学
兴国平川中学，又称兴国二中，是位于中华人民共和国江西省兴国县的一所高级中学，创办于1923年。

## 知名校友
- 萧华：中国人民解放军上将，曾任中国人民解放军空军政治委员，中国人民解放军总政治部主任，中华人民共和国中央军事委员会常委，中国人民政治协商会议第六届全国委员会副主席。

- 王太华：中共第十四、十五届中央候补委员，第十六、十七届中央委员。曾任中共中央宣传部副部长、中国国家广播电影电视总局局长，中共安徽省委书记，安徽省省长等职。1963年毕业于兴国平川中学。

- 郭声琨：中共第十六、第十七届中央候补委员，第十八届中央委员、中央政法委副书记。现任中华人民共和国国务委员兼公安部部长、党委书记。曾任中共广西壮族自治区书记、广西壮族自治区人民代表大会常务委员会主任。1973年毕业于兴国平川中学。

## 图集

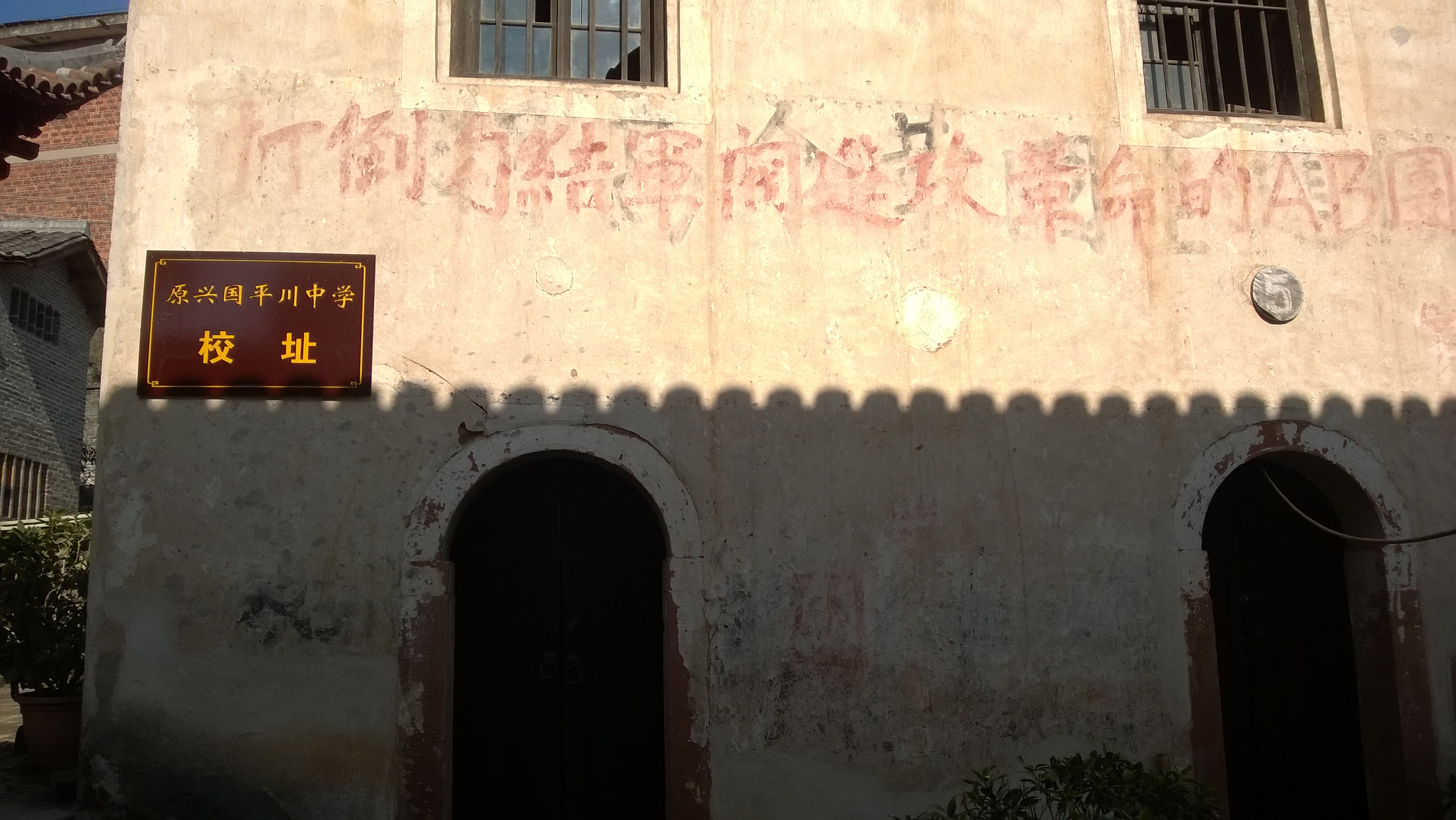
位于县城潋江书院内的原校址
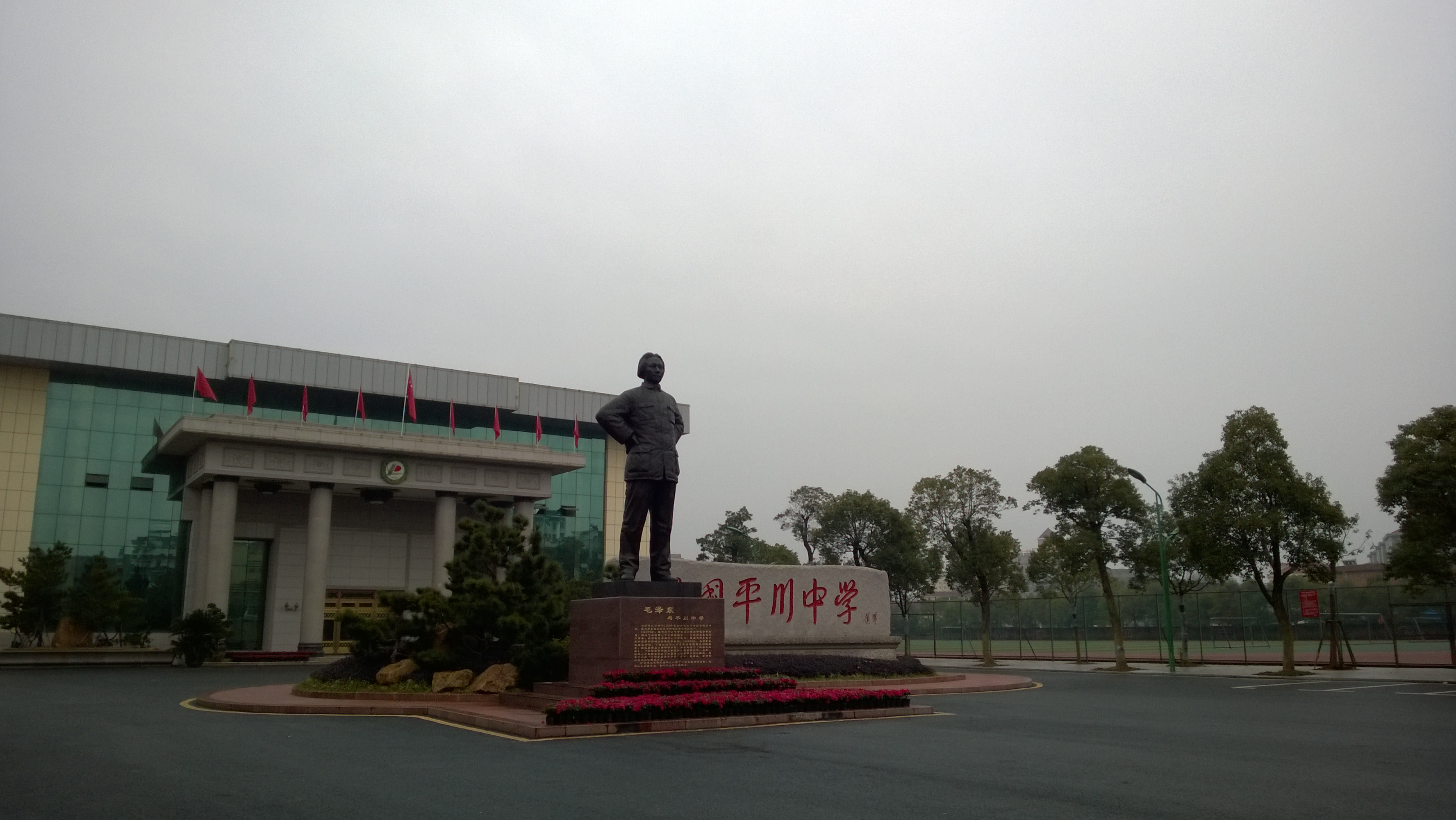
校园
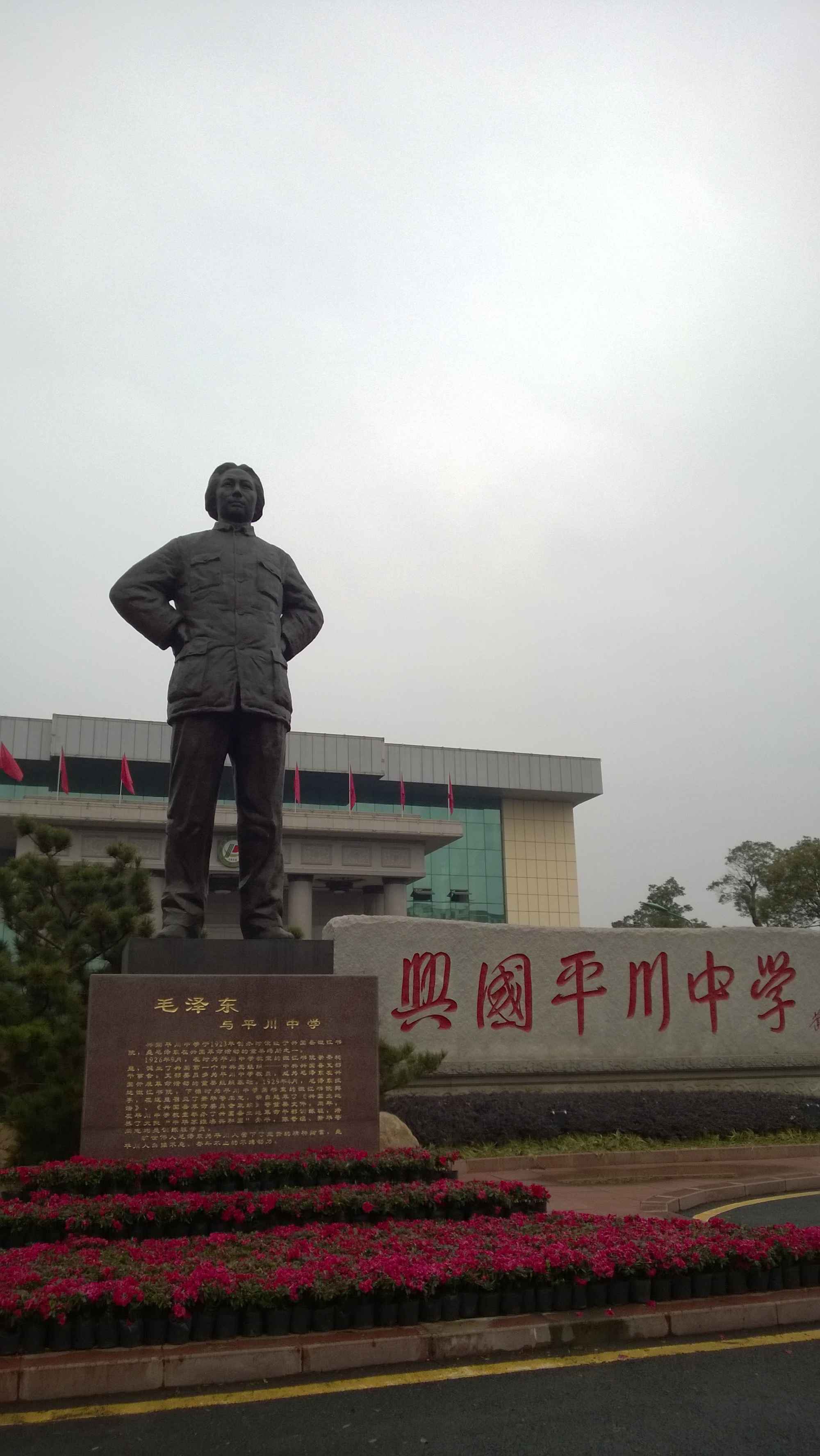
校园